# Die Arche des Captain Blood
Die Arche des Captain Blood (frz. Originaltitel: L’Arche du Captain Blood, engl. Titel: Captain Blood) ist ein französisches Computerspiel von ERE Informatique (später in Exxos umbenannt) aus dem Jahr 1988.
Später wurde es in Großbritannien von Players Premier Software vertrieben.

## Handlung
Das Spiel handelt vom fiktiven Computerspielentwickler Bob Morlock in den 1980er-Jahren, der sich den Spitznamen Captain Blood als Hommage des Titelhelden des gleichnamigen Piratenfilms gibt. Morlock entwickelt ein neues Computerspiel über Außerirdische, fremde Welten und Weltraumreisen. Als er das fertige Spiel zum ersten Mal testet, wird er in das Spiel hineingesogen und findet sich auf einem Raumschiff in seiner selbsterschaffenen Galaxie als Teil des Programms wieder. Kurz darauf ist er gezwungen, einen Hyperraumsprung zu machen und wird dabei versehentlich durch einen Störfall 30 Mal geklont, bzw. dupliziert. Darauf verwendet Morlock unter dem Namen Captain Blood 800 Jahre darauf, seine Klone in dieser Galaxie ausfindig zu machen, welche jeder einen Teil seiner ursprünglichen Lebensenergie (Lebensfluidum) in sich trägt und er sie dadurch zurückerhält, indem er sie mittels Teleporter an Bord in das Fridgitorium beamt und darin „desintegriert“. Die Handlung des Spiels setzt ein, als Blood bereits 25 Klone erfolgreich desintegrierte und nun nur noch die letzten fünf Exemplare aufspüren muss. Doch stellt sich heraus, dass ebendiese letzten fünf Duplikate besonders schwer aufzuspüren sind. Sollte es Captain Blood nicht gelingen sie zu fassen, zerfällt er endgültig und stirbt.

## Spielmechanik
Der Spieler startet auf der Brücke eines biologischen Raumschiffes, „Arche“ genannt. Das Schiff befindet sich beim Spielstart in der Nähe von einem von vier vorbestimmten Planeten, welcher jeder von einer intelligenten außerirdischen Lebensform bewohnt wird. Das Schiff ist in der Lage Planeten nach Verteidigungsanlagen zu scannen, verfügt über einen Hyperraumantrieb, eine interaktive Sternenkarte, einen Teleporter (die Gebeamten werden in das sogenannte Fridgitorium teleportiert und können desintegriert oder auf einen anderen Planeten verbracht werden) und kann sogar Planeten zerstören.
Das Spielziel ist es, als Captain Blood seine fünf Klone (welche im Spiel Duplikate, oder „Nummern“ genannt werden) unter Zeitdruck ausfindig zu machen und zu desintegrieren. Um sie zu finden, muss der Spieler mit mehreren Außerirdischen reden und ihr Vertrauen gewinnen. Um mit ihnen kommunizieren zu können, steht dem Spieler das sogenannte UPCOM zur Verfügung, ein symbolbasiertes Textspracheninterface, welches sich an die jeweilige Sprache anpasst. Jeder Außerirdische verfügt über eigene Charakterzüge und einen Intelligenzgrad.
Um mit diesen Kontakt aufzunehmen, startet man zuvor einen OORXX, eine biologische Sonde auf die Planetenoberfläche. Der Spieler muss dabei die Sonde unbeschadet über die bergige Planetenoberfläche steuern, um bei Erfolg die außerirdische Lebensform in einem Tal zu erreichen. Danach öffnet sich im Raumschiff das UPCOM und man kann mit dem Außerirdischen Kontakt aufnehmen und ihm Informationen entlocken, im besten Fall Koordinaten eines bewohnten Planeten, auf dem sich weitere tippgebende Aliens oder gar ein Klon aufhalten. Die Sternenkarten-Koordinaten werden durch einen Zufallsgenerator bei jedem Spiel neu „ausgewürfelt“.
Eine der Spielmechaniken ist, dass je mehr Zeit verstreicht, desto mehr verschlechtert sich der Gesundheitszustand des Captains, so dass ihm als Symptom der Arm (der Mauszeiger) zittert, wobei das Spiel schwieriger zu bedienen ist. Wenn der Spieler einen Klon desintegriert, hört das Schütteln für eine Weile auf.

## Portierungen
Das Spiel wurde zuerst für den Atari ST herausgebracht und wurde später auf dem C64, Macintosh, Amiga, Apple IIGS, IBM PC und für viele weitere 8-Bit-Systeme veröffentlicht, inklusive des ZX Spectrum.

## Sonstiges
- Die Titelmelodie ist eine gekürzte Fassung des Liedes Ethnicolor vom französischen Komponisten Jean-Michel Jarre.

## Rezeption
- Happy Computer, Der große Spiele-Sonderteil 7/88: 71 % (Atari-ST-Version)[1]
- 64’er, Ausgabe 5/89: 15/15 (Commodore-64- & Commodore-128-Version)[2]

## Fortsetzungen
- Commander Blood (1994)[3]
- Big Bug Bang: Le Retour de Commander Blood (1996, nur französische Sprachausgabe)[4]